# 国家地方警察宮城県本部
国家地方警察宮城県本部（こっかちほうけいさつみやぎけんほんぶ）は、旧警察法時代に存在した宮城県の都道府県国家地方警察で、自治体警察を設けない地域を管轄区域とする。また国家地方警察仙台警察管区本部の行政管理を受ける。
1954年（昭和29年）の新警察法の公布により廃止され、新たに都道府県警察として宮城県警察本部が発足した。

## 組織
1948年（昭和23年）時点
- 総務部
  - 秘書調査課、会計課
- 警務部 　 
  - 人事装備課、教養課
- 刑事部 　 
  - 捜査課、鑑識課、防犯統計課
- 警備部 　 
  - 警備課、交通課、通信課

## 地区警察署
1948年（昭和23年）時点
- 石巻地区警察署
- 古川地区警察署
- 仙台地区警察署
- 白石地区警察署
- 岩沼地区警察署
- 気仙沼地区警察署
- 若柳地区警察署
- 佐沼地区警察署
- 築館地区警察署
- 涌谷地区警察署
- 吉岡地区警察署
- 角田地区警察署
- 塩釜地区警察署
- 登米地区警察署
- 中新田地区警察署
- 岩出山地区警察署
- 飯野川地区警察署
- 大河原地区警察署
- 志津川地区警察署

## 主な事件
- ワ号事件 (連続窃盗事件)

## 県内の自治体警察
- 仙台市警察
- 石巻市警察
- 塩竈市警察